# Флауэр, Десмонд, 10-й виконт Эшбрук
Десмонд Лловарх Эдвард Флауэр, 10-й виконт Эшбрук (англ. Desmond Llowarch Edward Flower, 10th Viscount Ashbrookk; 9 июля 1905 — 5 декабря 1995) — англо-ирландский пэр и военный.

## Биография
Родился 9 июля 1905 года. Единственный сын Лловарха Флауэра, 9-го виконта Эшбрука (1870—1936), и его жены Глэдис Люсиль Беатрис Хиггинсон (1877—1968), дочери Джорджа Хиггинсона. Он получил образование в Итонском колледже, а затем поступил в Баллиол-колледж в Оксфорде, где в 1927 году получил степень бакалавра искусств . В 1933 году он стал дипломированным бухгалтером.
30 августа 1936 года после смерти своего отца Десмонд Флауэр унаследовал титулы 10-го виконта Эшбрука (Пэрство Ирландии) и 11-го барона Касл-Дарроу в графстве Килкенни (Пэрство Ирландии).
Перед Второй мировой войной он поступил на службу в 79-й (Хартфордширский йоменский) тяжелый зенитный полк Королевской артиллерии Территориальной армии, закончив войну в чине майора . После окончания войны в 1945 году он был назначен членом Ордена Британской империи.
В 1949 году Десмонд Флауэр был назначен заместителем лейтенанта графства Чешир, а в 1961 году — вице-лорд-лейтенантом графства Чешир. С 1946 года — мировой судья Чешира, уйдя с этих должностей в 1968 году. В 1957 году Десмонд Флауэр стал членом Совета герцогства Ланкаширского. Он был посвящен в рыцари-командоры Королевского Викторианского ордена в 1977 году после выхода на пенсию из совета герцогства Ланкастер и был директором Ассоциации джентльменов страны.

## Семья
8 ноября 1934 года он женился на Элизабет Эгертон-Уорбертон (21 сентября 1911 — 9 октября 2002), дочери капитана Джона Эгертона-Уорбертона и и достопочтенной Леттис Лей. У супругов было трое детей:
- Майкл Лловарх Уорбертон Флауэр, 11-й виконт Эшбрук (род. 9 декабря 1935)[1], старший сын и преемник отца.
- Достопочтенный Энтони Джон Уорбертон Флауэр (6 июня 1938—1991)[1], в 1970 году он женился на Бриджит Карен Дункан, от брака с которой у него была одна дочь.
- Достопочтенная Джейн Мэри Элизабет Флауэр (род. 8 декабря 1943)[1], в 1967 году она вышла замуж за Чарльза Фрэнсиса Фостера, от брака с котоырм у неё было трое детей.

Виконт Эшбрук скончался 5 декабря 1995 года в возрасте 90 лет. Ему наследовал его старший сын Майкл.
В 2022 году в честь покойной леди Эшбрук был назван новый сорт роз — «Элизабет Эшбрук».